# Палац Рум'янцевих і Паскевичів
Палац Рум'янцевих і Паскевичів — пам'ятка архітектури XVIII—XIX століть, головна визначна пам'ятка міста Гомель, композиційний центр Гомельського палацово-паркового ансамблю, що включає, крім палацу, міський парк, Петропавлівський собор, каплицю-усипальницю та ін.

## Історія
За умовами першого поділу Речі Посполитої в 1772 році територія Гомеля увійшла до складу Російської імперії. З цього моменту бере свій початок історія створення палацу — головної визначної пам'ятки Гомеля.
Будівництво його було розпочато в 1777 році за вказівкою генерал-фельдмаршала Петра Олександровича Румянцева (1725—1796), якому «село Гомій» була подарована Катериною II за видатні перемоги у війні з Туреччиною. На колишній території давньорадимичського дитинця, на місці старого замку магнатів Чарторийських був закладений новий палац.

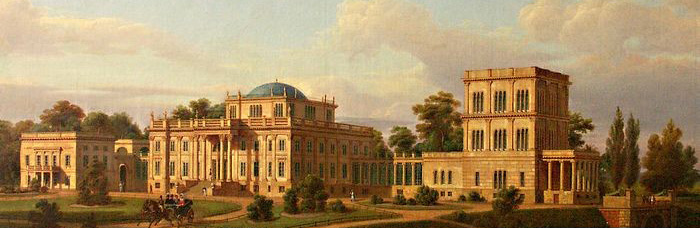
Палац на полотні XIX століття

Після смерті П. А. Румянцева гомельський палац успадкував його син Микола Петрович Румянцев (1754—1826). При М. П. Румянцеві, з 1800 по 1805 рік, за проектом відомого архітектора Дж. Кларка до центральної частини палацу були прибудовані два двоповерхових флігеля. Вже тоді палац починав набувати рис, що властиві музею. У палаці, що захоплював сучасників своєю красою і вишуканістю, формувалися різні колекції.
У 1834 році власником Гомельського маєтку став російський воєначальник, учасник Вітчизняної війни 1812 року, який став відомий завдяки російсько-турецькій та російсько-перській війні Іван Паскевич.
За нового власника продовжилося формування палацово-паркового ансамблю. У 1837—1851 була здійснена масштабна реконструкція палацу. Роботи проводилися за проектом і під керівництвом видного архітектора свого часу Адама Ідзковського. Лівий флігель палацу був видозмінений: прибрані портики іонічного ордера, надбудували третій поверх, змінили внутрішнє планування. На місці правого флігеля була зведена вежа, до якої прибудували веранду з балконом. У вежі були влаштовані апартаменти князя, розміщені різні колекції, військові трофеї, бібліотека. Флігель та башта з'єднувалися з центральною частиною галереями, до фасаду з боку річки був прибудований грот з верандою.
Одночасно з реконструкцією палацу навколо нього створювався парк. З різних регіонів Росії із-за кордону завозилися різні породи дерев і чагарників, в тому числі і екзотичних, здійснювалася розбивка алей. У цей же період формуються романтичні куточки парку. Русло древньої річечки Гомеюк перетвориться в Лебедячий ставок, влаштовуються газони з квітниками, гроти, альтанки, фонтани, у паркових алеях встановлюються копії античної скульптури. В I половині XIX ст. формування архітектурно-паркового ансамблю було завершено.
Традиції облаштування палацу, колекціонування були продовжені і за сина фельдмаршала Федора Івановича Паскевича (1823—1903 рр.). За його бажанням в II половині XIX століття в північному ризаліті палацу була влаштована домова церква на честь Іоанна Богослова і св. Єлизавети. У центральній частині змінили ґанок з боку міста, був побудований нині існуючий пандус. Надалі, аж до початку XX ст., Палац зберігав свій вигляд без значних змін.
Непросто складалася доля палацових колекцій в 20-і роки. У березні 1919 року пожежею будівлі палацу і колекціям було завдано значної шкоди. Великої шкоди завдали палацу-музею і цілісності його колекцій роки Німецько-радянської війни, в період якої музейні цінності були евакуйовані, а в червні 1946 року фонди були повернуті в Гомель, але виявилося, що з евакуйованих предметів залишилося близько 200 експонатів, хоча в фондах Гомельського музею в довоєнний час налічувалося 7540 експонатів — значна частина музейного фонду була втрачена.
На початку 1945 року музею було відведено 5 кімнат в лівому флігелі палацу, а 15 лютого 1946 р — відкрита перша після Німецько-радянської війни експозиція музею. У 1952 році музей став називатися «Гомельський обласний краєзнавчий музей». Вежа палацу (праве або південне крило) була повернена музею після відновлення в грудні 1970 року. У 50-ті — 80-ті роки музей був провідником політики Комуністичної партії. У 1978 році музею було передано каплицю і усипальницю (підземний склеп) князів Паскевичей. У 1997 році музею було передано так званий «Мисливський будиночок» — пам'ятка архітектури XIX ст., в якому після реставрації будівлі розмістився художній відділ музею. Частина палацу — грот, був переданий музею за рішенням Гомельського облвиконкому в травні 1998 року, центральна частина палацу — в листопаді 1999 року. У вересні 2004 року після реставрації відкрито для відвідувачів Центральна частина палацу Рум'янцевих і Паскевичів. У зв'язку з реорганізацією в 2006 році обласний краєзнавчий музей був поетапно перетворений в державний історико-культурний заклад «Гомельський палацово-парковий ансамбль».

## Палац у символіці Білорусі

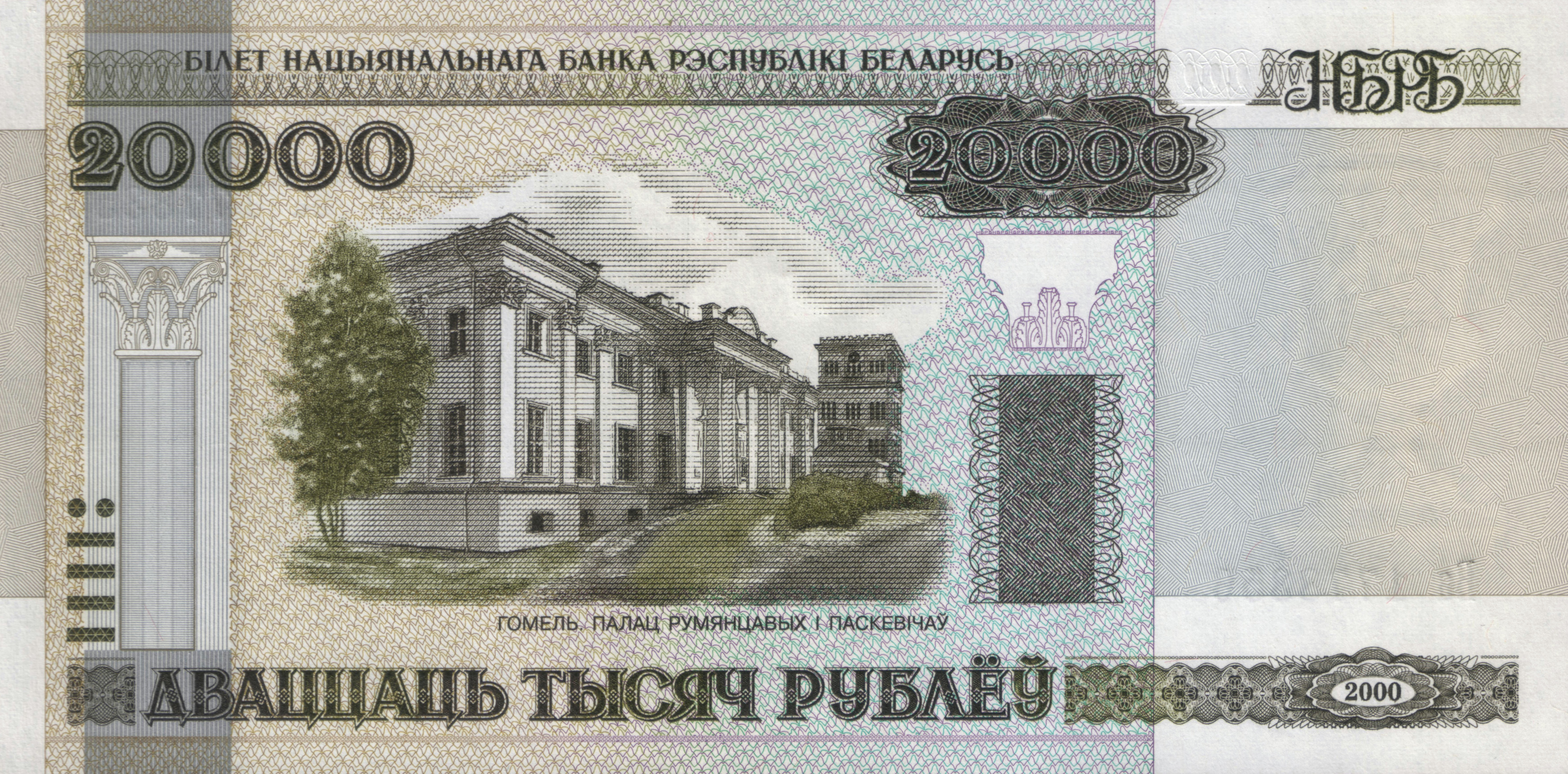
Палац на купюрі 20 тисяч білоруських рублів 2002 випуску

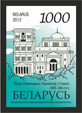
Палац на поштовій марці Білорусі

- Зображення палацу розміщено на купюрі 20 тисяч білоруських рублів 2002 року випуску.[1]
- Зображення палацу розміщено на поштовій марці Білорусі номіналом 1000 білоруських рублів, випущеної 2 березня 2012 року[2].